# Bremer Zeitung

Als Bremer Zeitung kamen in Bremen im 19. und 20. Jahrhundert vier Zeitungen heraus. Zweimal erschien im 19. Jahrhundert eine 
Neue Bremer Zeitung.

## Geschichte

### Bremer Zeitung

#### 1. Bremer Zeitung
Die erste Bremer Zeitung kam im Anschluss der Post-Zeitung von 1741 bis 1812 (nach anderen Angaben ab 1742) heraus und war auch eine „Aktualitätenzeitung“, die von der Witwe Brauer und dem Ratsdrucker Meier herausgegeben und gedruckt wurde. Die Zeitung wurde in der Franzosenzeit 1812 verboten und stattdessen erschien die Zeitung des Departements der Weser-Mündungen.

#### 2. Bremer Zeitung
Die zweite Bremer Zeitung, auch Bremer Zeitung: für Politik, Handel und Literatur, entstand aus der Neuen Bremer Zeitung und erschien von 1815 bis 1848. Herausgeber der liberalen Zeitung für Norddeutschland war der Verleger Johann Georg Heyse. Redakteure waren u. a. 1815/16 Johann Carl Friedrich Gildemeister, der dann Senator wurde, 1816–1819 August Bercht, 1819/20 Karl Iken, 1833/39 Ferdinand Donandt, 1847/48 Karl Lorentzen und 1846/48 Karl Andree. Sie ging an die Gebr. Jänecke aus Hannover über und aus ihr entwickelte sich dann seit 1872 der Hannoversche Kurier.

#### 3. Bremer Zeitung
Die dritte Bremer Zeitung mit Untertitel Norddt. Rundschau mit nationalistischer Tendenz (für DVP, dann DNVP) erschien von 1921 bis 1929, hieß von 1923 bis 1924 Norddeutsche Rundschau, bis 1926 Nationale Rundschau und bis 1929 wieder Bremer Zeitung. Von 1923 bis 1926 war Friedrich C. Marwede (DNVP, CDU) Hauptschriftleiter der Zeitung.

#### 4. Bremer Zeitung
Die vierte Bremer Zeitung erschien von 1931 bis 1933 mit einer Auflage von 3000 Exemplaren, 1931 zunächst noch als Bremer Nationalsozialistische Zeitung (NSDAP) (BNZ) der Ortsgruppe der NSDAP. Aggressiv im Ton wurde sie mehrfach verboten.
Nach dem Machtantritt der Nationalsozialisten in Bremen und im Reich hieß sie von 1933 bis 1945 Bremer Zeitung (BZ) und wurde im NS-Verlag des Gau Weser-Ems herausgegeben. Sie wurde 1933 auch offizielles Amtsblatt des Senats (Untertitel der Zeitung), während den Bremer Nachrichten diese Aufgabe entzogen wurde. 1933 stieg die Auflage auf 32.000 und 1937 auf 35.000 Stück. Die Bremer Nachrichten hatte zu dieser Zeit eine Auflage von 60.000. Die Bremer Zeitung war überschuldet und wurde vom NS-Senat unterstützt. Obwohl sie ab 1934 zum Eber-Verlag gehörte, firmierte sie unter dem NS-Gauverlag Weser-Ems. Redakteure waren u. a. 1931/32 Kurt Thiele (NSDAP) und Hanskarl Sichart von Sichartshoff (NSDAP). Die Norddeutsche Volkszeitung ging 1941 zwangsweise in der BZ auf. Als die Bremer Nachrichten ab September 1944 ihr Erscheinen einstellen mussten, blieb die BZ der NSDAP in der Stadt als einziges Blatt übrig und übernahm auch den Untertitel Bremer Nachrichten.

### Neue Bremer Zeitung

#### 1. Neue Bremer Zeitung
Die erste Neue Bremer Zeitung entstand 1813 aus einem Journal. Sie wurde nach dem Sieg über die kaiserlichen Franzosen von dem Schriftsteller Varnhagen von Ense herausgegeben und von 1813 bis 1815 vom Schünemann Verlag gedruckt. Die Rechte an der Zeitung gingen an die Buchhandlung Heyse über.

#### 2. Neue Bremer Zeitung
Die zweite Neue Bremer Zeitung erschien von 1849 bis 1853 als konservatives Blatt und wurde bis 1851 (wie schon zuvor die Bremer Zeitung von 1815 bis 1848) von Johann Georg Heyse und bis 1853 von Georg Hunckel gedruckt.
Der Bremer Zeitungsverlag mit 170 Anteilseignern verlegte seit 1917/18 die liberale Weser-Zeitung von 1844. Er bestand unter diesem Namen aber nur bis 1923 und wurde nachfolgend bis 1942 als Verlag Weser-Zeitung geführt.
- Die Bremer Tageszeitungen AG (BTAG) ist ein Verlag, der verschiedene Regionalzeitungen in Bremen und im niedersächsischen Umland publiziert. Hierzu gehören vor allem die Tageszeitung Weser-Kurier mit den Kopfausgaben Bremer Nachrichten und Verdener Nachrichten sowie die Sonntagszeitung Kurier am Sonntag, die in Bremen und im niedersächsischen Umland erscheinen. Der Kurier am Sonntag wurde im Herbst 2022 eingestellt.[4] Hinzu kommen einige Regional- bzw. Lokalbeilagen.